# Frome (rivière du Gloucestershire)
Pour les articles homonymes, voir Frome (homonymie).
La Frome, historiquement la « Froom », est une rivière située dans le South Gloucestershire et Bristol, en Angleterre. Son cours est d'environ 32 kilomètres de long. Elle jaillit à Dodington Park (en) et coule en direction du sud-ouest à travers Bristol, rejoignant l'ancien cours de la Frenchay au port flottant de Bristol. Son débit volumique moyen à Dodington Park est de 1,7 mètre cube par seconde. L'hydronyme « Frome » est partagée avec plusieurs autres rivières dans l'Angleterre du Sud-Ouest. La rivière est familièrement connue dans l'est de Bristol avec le surnom de Danny.